# Sinagoga de Gwoździec

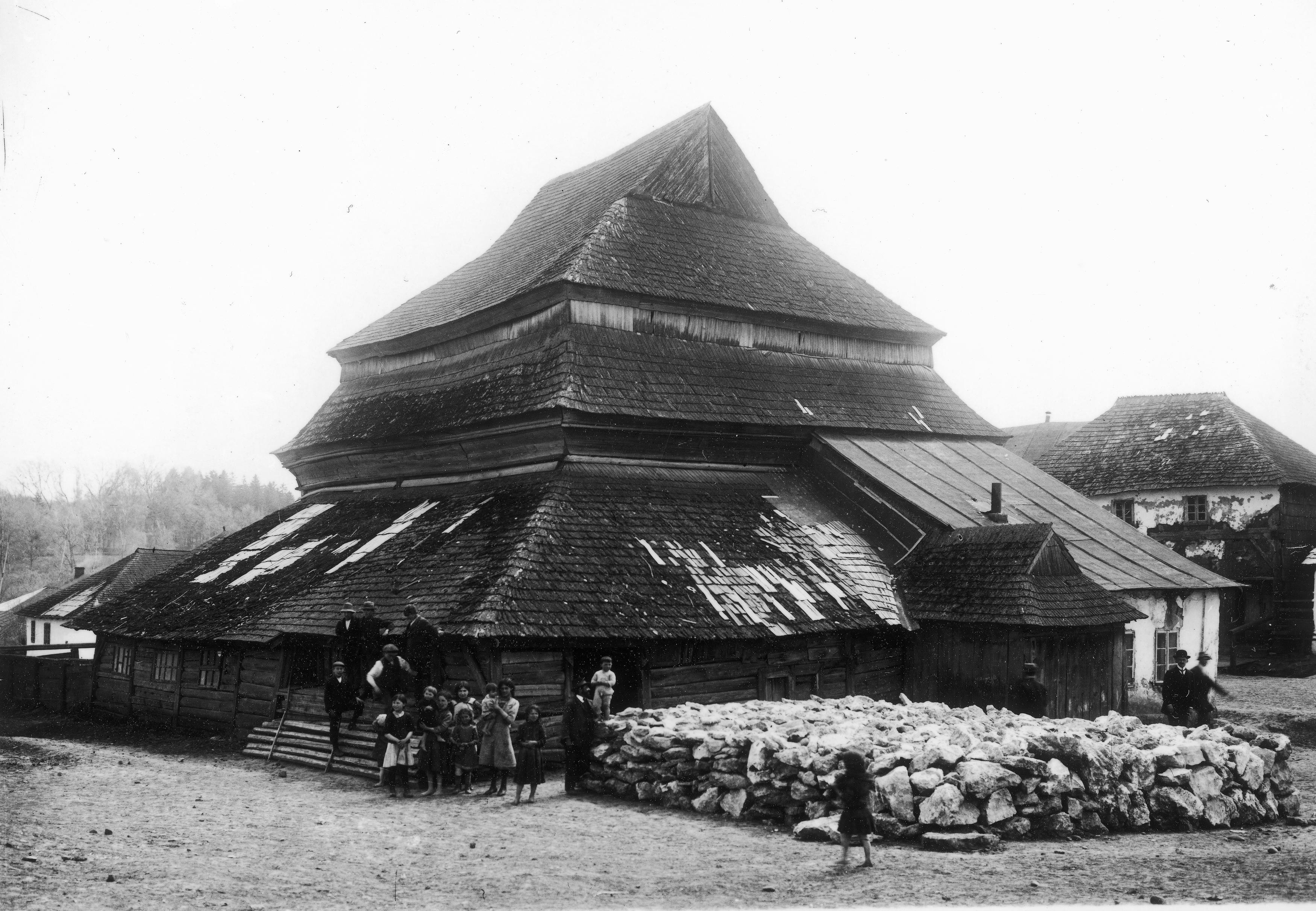
Vista exterior de la Sinagoga de Gwoździec.

La Sinagoga de Gwoździec era una sinagoga situada en la antigua Mancomunidad Polaco-Lituana en la actual Ucrania. Construida a mediados del siglo XVI, la sinagoga sufrió graves daños durante la Primera Guerra Mundial, y fue destruida por los nazis en 1941. La sinagoga destaca por sus elaboradas decoraciones en el techo, reconstruidas en el Museo de Historia de los Judíos Polacos.

## Descripción
El edificio, de unos 15 metros de altura, tenía una planta rectangular con paredes de postes y vigas, y un tejado a dos aguas cubierto con tejas de madera. El interior del santuario estaba pintado de forma muy elaborada con plantas de colores, animales, signos del zodiaco y textos.

## Historia
Según las inscripciones del techo, la policromía, fechada hacia 1652, fue obra de Israel ben Mordechai de Yarychiv (Jaryczów). Entre 1700 y 1731 se añadió una cúpula octogonal a la bóveda de cañón. La policromía fue renovada en 1729 por Isaac ben Yehuda Leib Cohen de Jaryczów y Mordechai Liśnicki de Jaryczów. Con el paso del tiempo se añadieron un vestíbulo, una sección de mujeres y un ala de ladrillo que servía de pequeña sinagoga, que podía calentarse en invierno, y de Cheder. La sinagoga fue destruida por un incendio durante la Primera Guerra Mundial, cuando el frente Ruso pasó por la ciudad. La sinagoga fue reconstruida posteriormente, pero fue destruida por segunda vez por la Alemania nazi en la Segunda Guerra Mundial. El techo de madera reconstruido y el techo pintado se instalaron en la exposición central del Museo POLIN de la Historia de los Judíos Polacos, en Varsovia, en 2013.

### Reconstrucción
La Asociación del Instituto Histórico Judío de Polonia colaboró con Handshouse Studio, una institución educativa sin ánimo de lucro de Massachusetts, en la reconstrucción del techo pintado y el tejado de madera para la exposición principal del Museo POLIN de Historia de los Judíos Polacos. La misión de Handshouse Studio es recuperar objetos perdidos: si bien es imposible recuperar el objeto original, en el sentido de sus materiales originales, es posible recuperar el conocimiento de cómo construirlo mediante el uso de herramientas, materiales y técnicas tradicionales, que es como se llevó a cabo la reconstrucción.

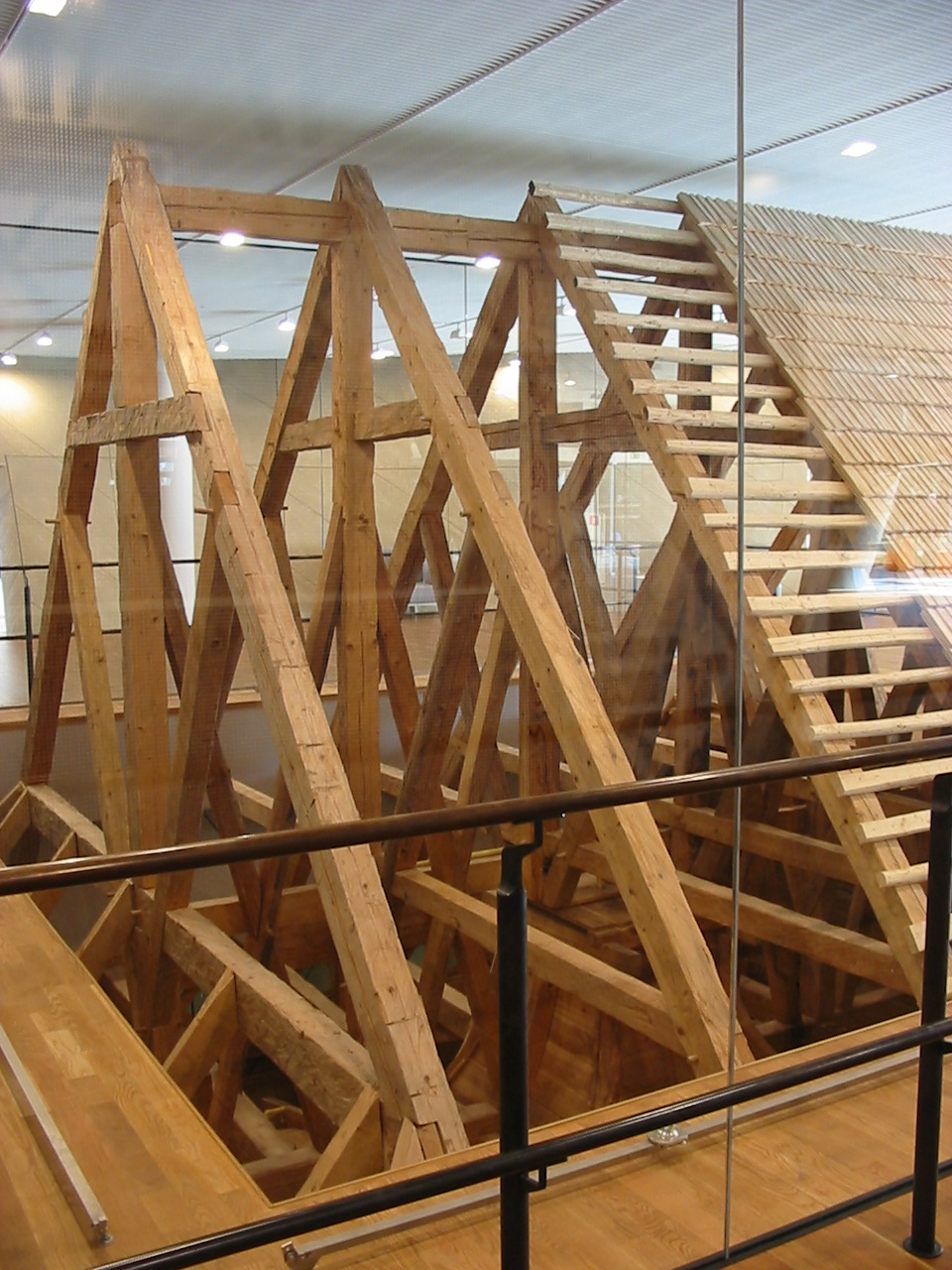
Techo de madera reconstruido de la sinagoga (Museo de Historia de los Judíos de Polonia, Varsovia)

Fue posible reconstruir esta sinagoga porque es la mejor documentada de los cientos de sinagogas de madera que hubo en el territorio de la Mancomunidad Polaco-Lituana. El primero en documentar esta sinagoga fue el pintor polaco Karol Zyndram Maszkowski, que visitó Gwoździec en el otoño de 1891. Su tesis doctoral, dedicada a esta sinagoga, proporciona dibujos detallados de la arquitectura y la policromía, así como descripciones. Realizó dibujos adicionales en 1898/1889, cuando regresó a Gwoździec a petición de la Academia Polaca de Ciencias en Cracow. Isidor Kaufmann (1853-1921), pintor judío de Viena, que pasó muchos meses en la región, pintó en 1897/1898 una parte del interior de la sinagoga de Gwoździec, uno de los escasos estudios en color de la policromía. La documentación más extensa, 200 dibujos arquitectónicos y fotografías, fue realizada entre 1910 y 1913 por Alois Breier (1885-1948) para su tesis doctoral en arquitectura en la Technische Universität Wien. Thomas Hubka fue el autor del estudio moderno definitivo de esta sinagoga.
Un modelo virtual en 3D de la sinagoga fue creado por Handshouse Studio y Thomas Hubka, con estudiantes de la Bowling Green State University en 2006.
La reconstrucción fue realizada por un equipo de unos 300 voluntarios y expertos que utilizaron herramientas tradicionales. El entramado de madera, que partió de 200 troncos sin procesar con la corteza todavía, se completó en tres talleres de dos semanas durante el verano de 2011 en el Museo de Arquitectura Popular en Sanok. Los talleres de pintura tuvieron lugar en los veranos de 2011 y 2012 en sinagogas de mampostería de siete ciudades de Polonia: Rzeszów, Cracovia, Breslavia, Gdansk, Sejny, Kazimierz Dolny y Szczebrzeszyn. Al final de los talleres, la estructura se desmontó y se almacenó hasta el otoño de 2013, cuando las piezas se llevaron al Museo POLIN de Historia de los Judíos Polacos, se volvieron a montar, se izaron en su lugar dentro de la exposición central y se suspendieron de los cables. El techo y el tejado, que pesan unas 25 toneladas, están a escala en un 85%. La bimah central, reconstruida del mismo modo, es 100% a escala. 
Todo el proceso es objeto de un documental, Raise the Roof.
La reconstrucción fue posible gracias a la visión y generosidad de Irene Kronhill Pletka.

## Galería

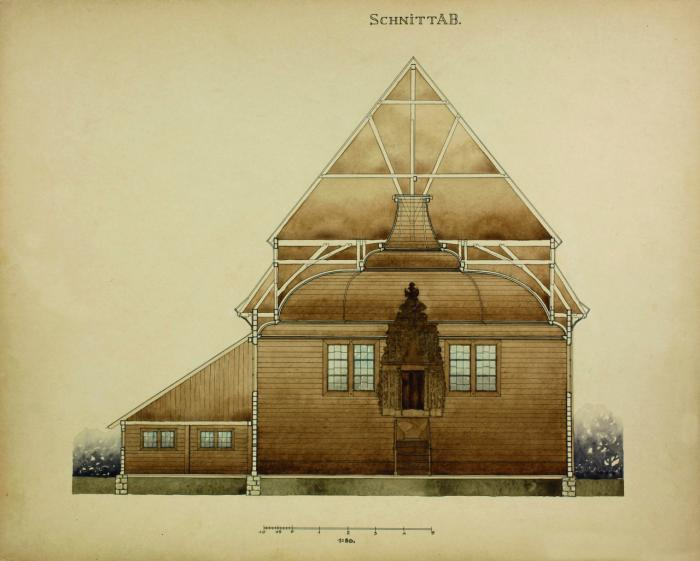
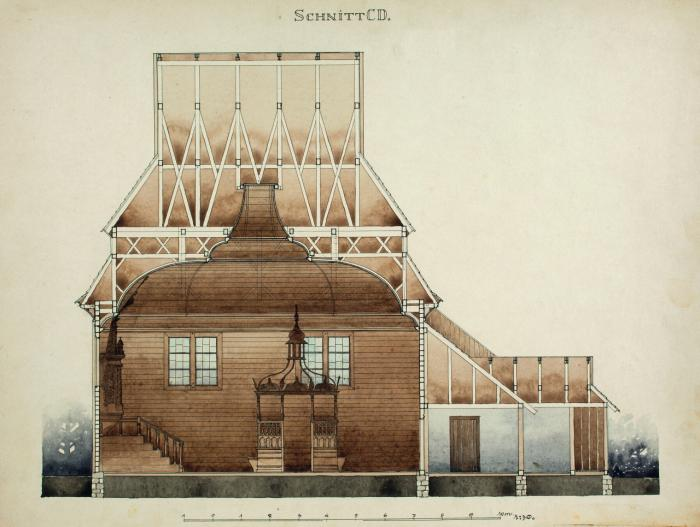
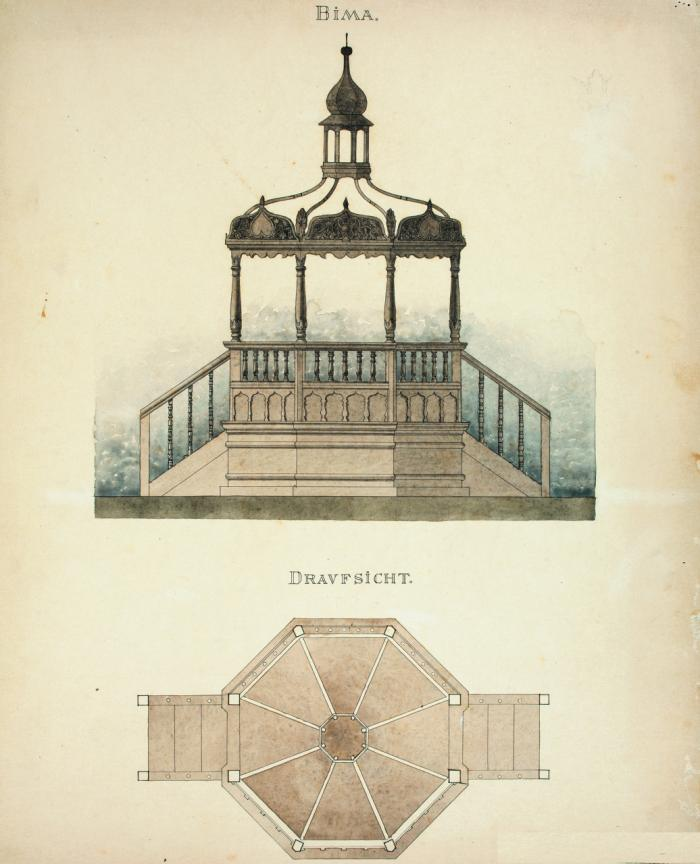
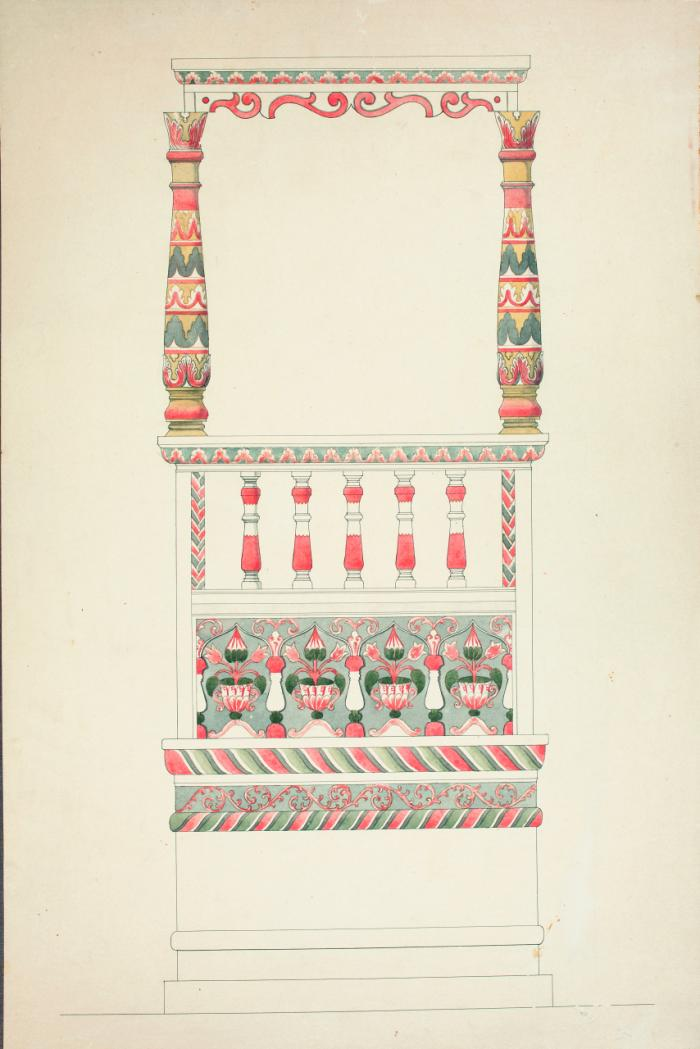
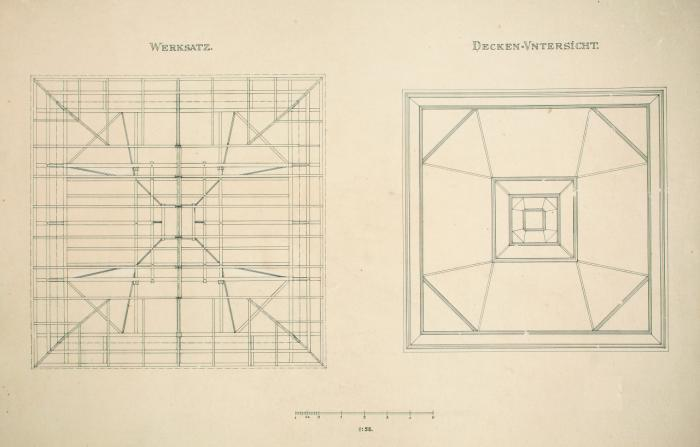

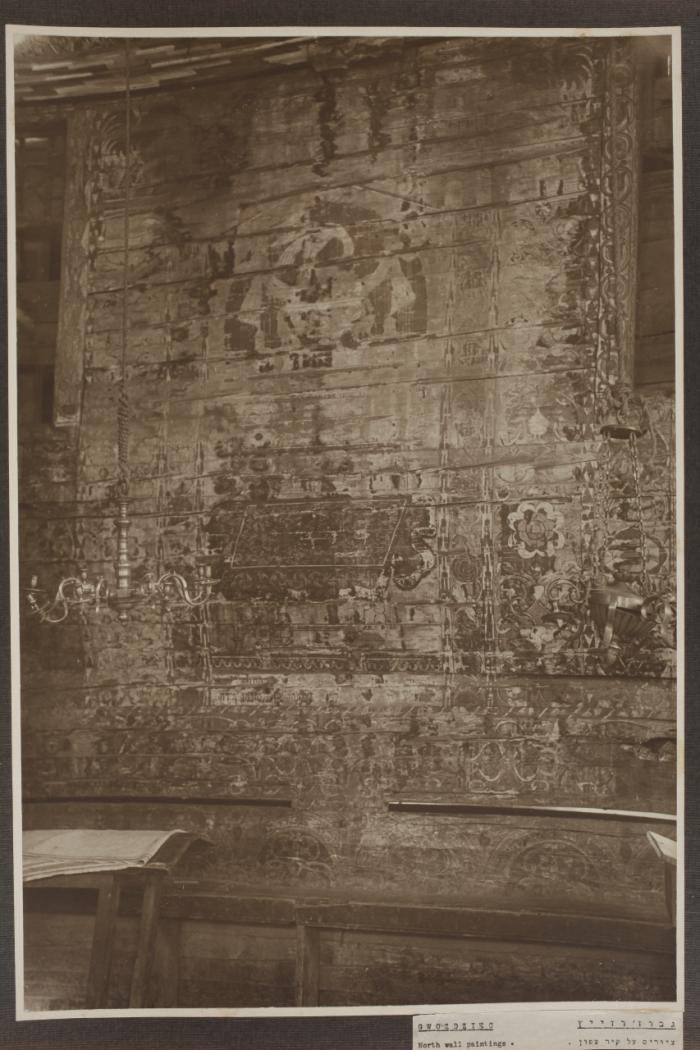
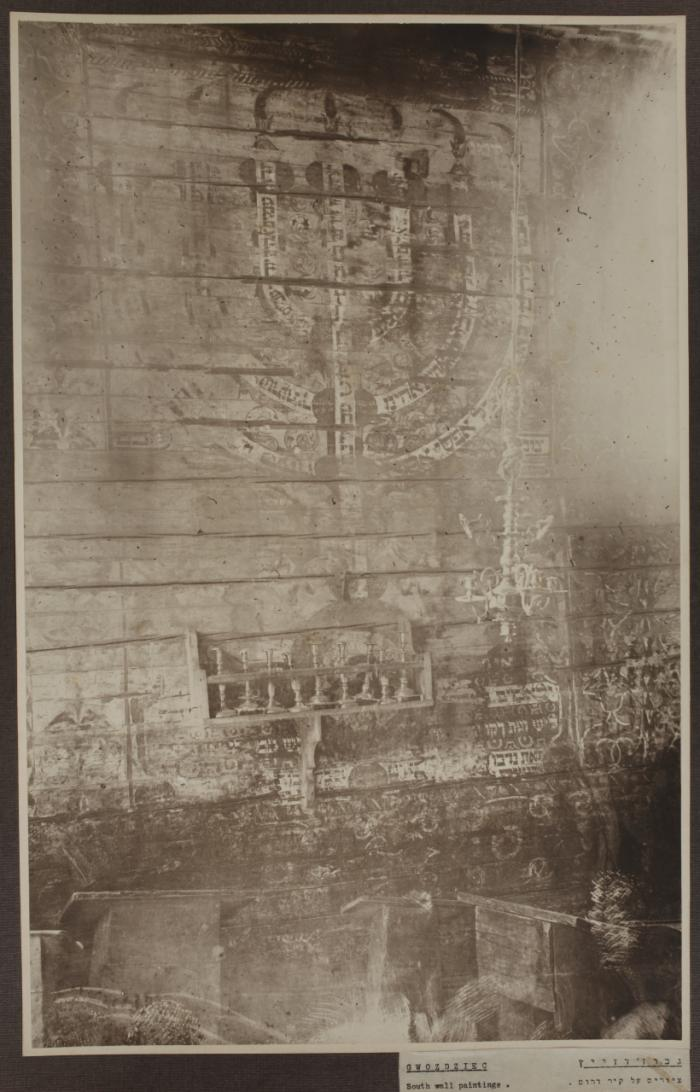
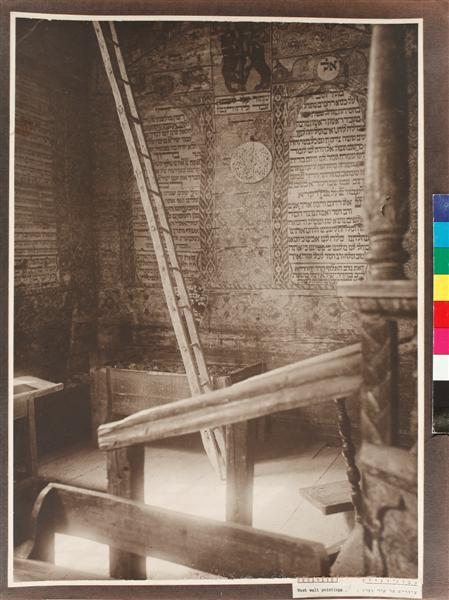
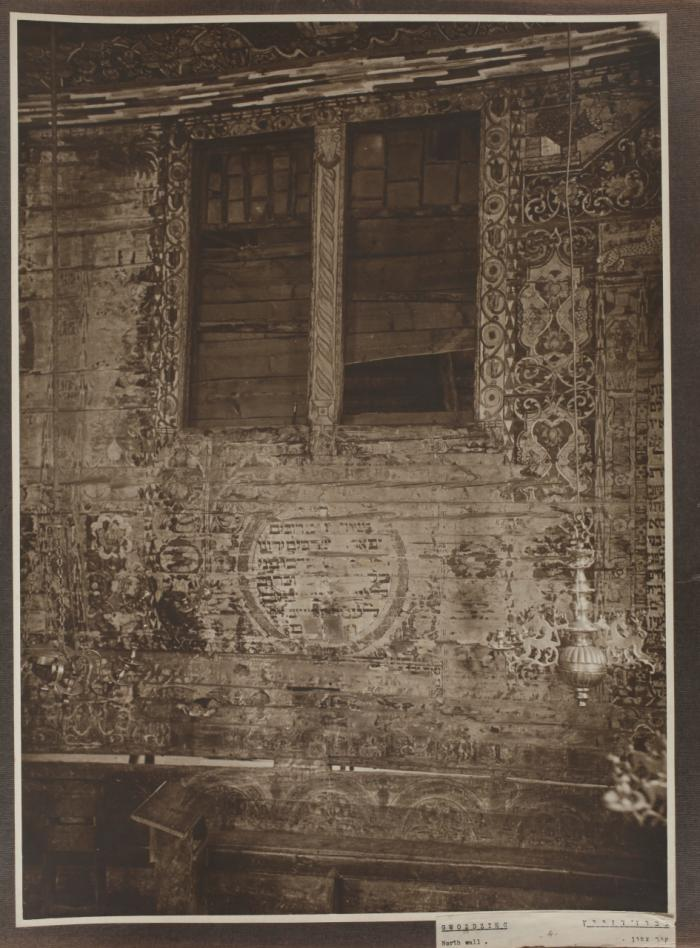
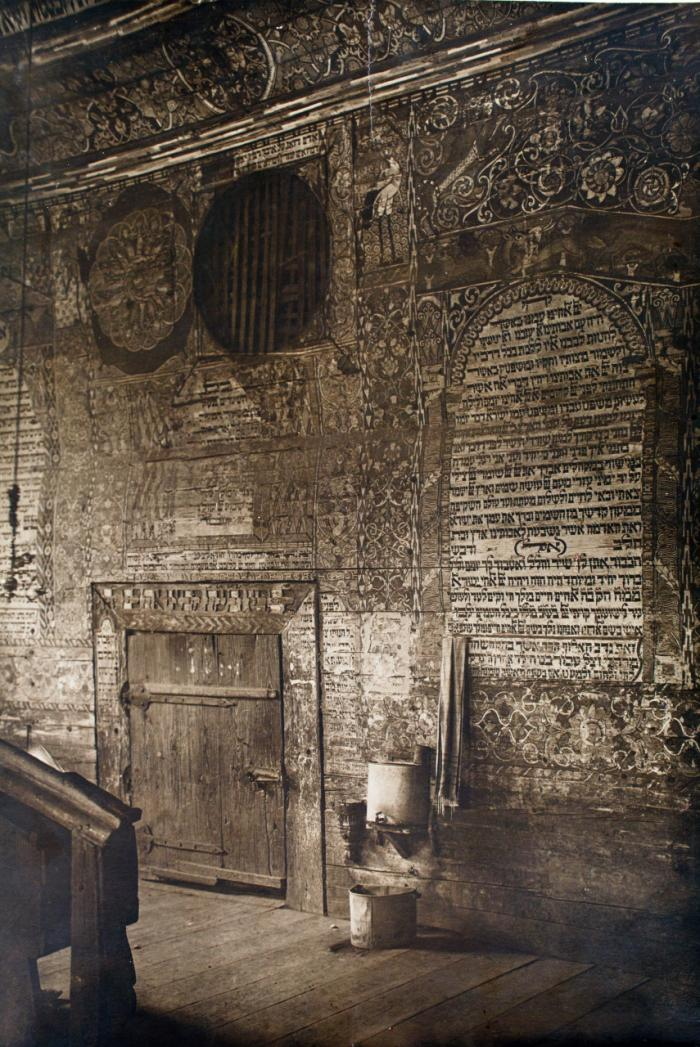
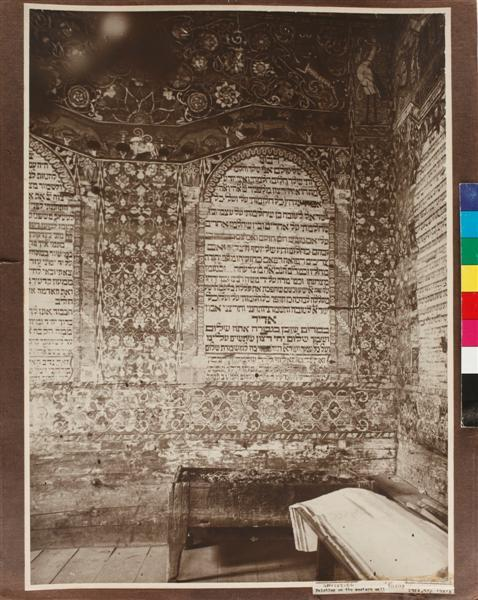
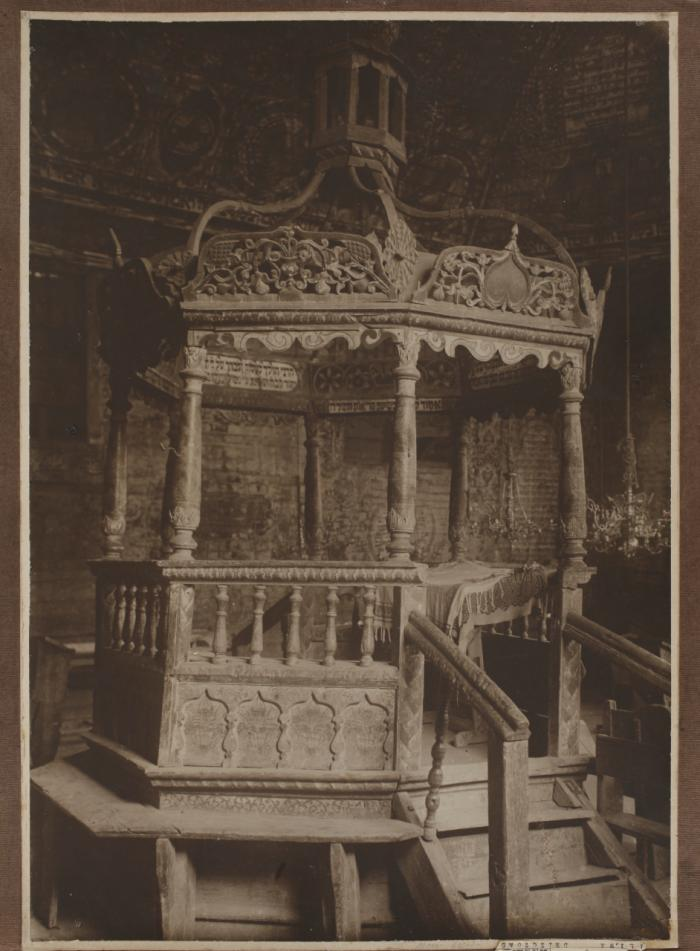

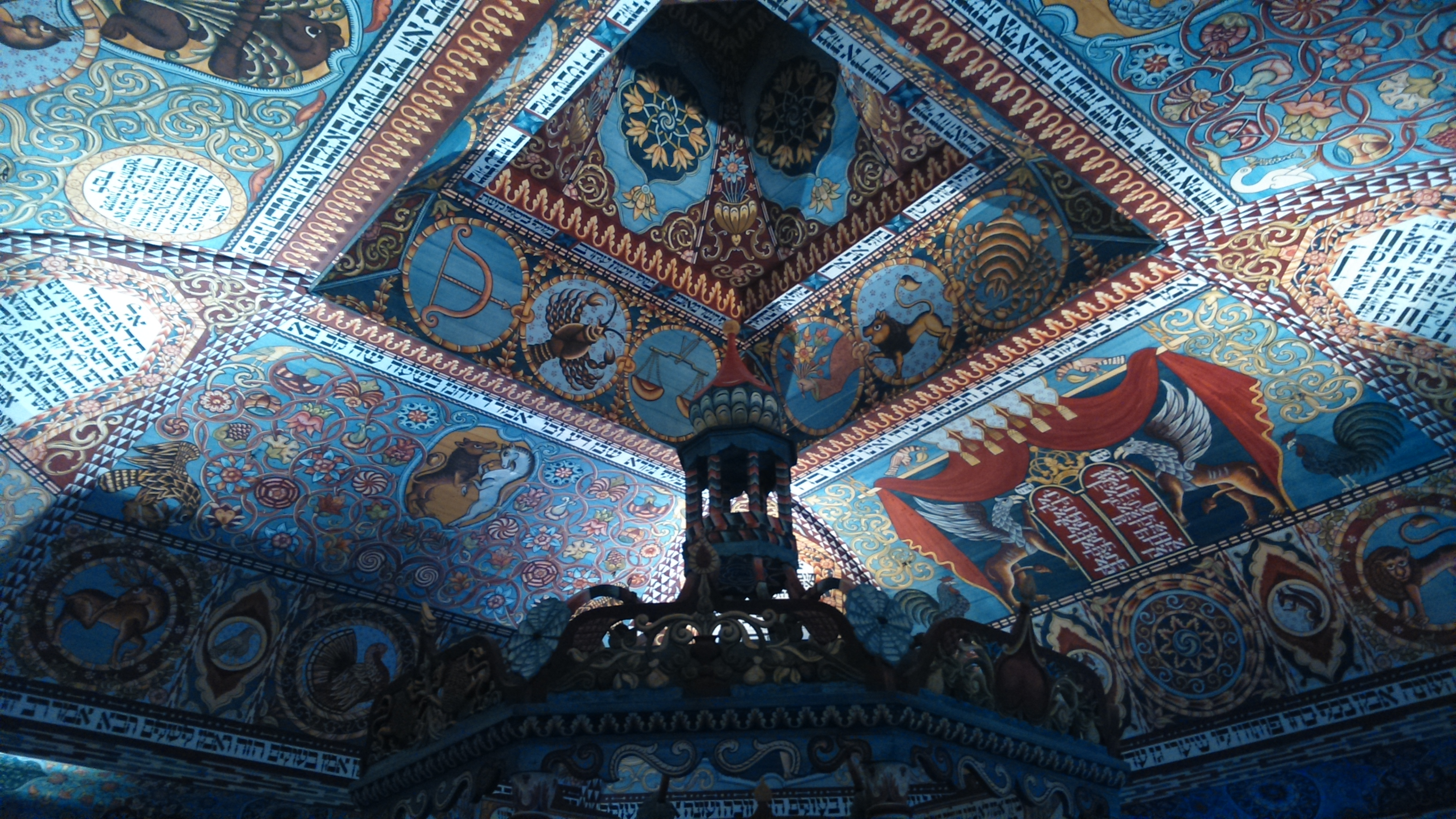
La bóveda de la sinagoga de Gwoździec
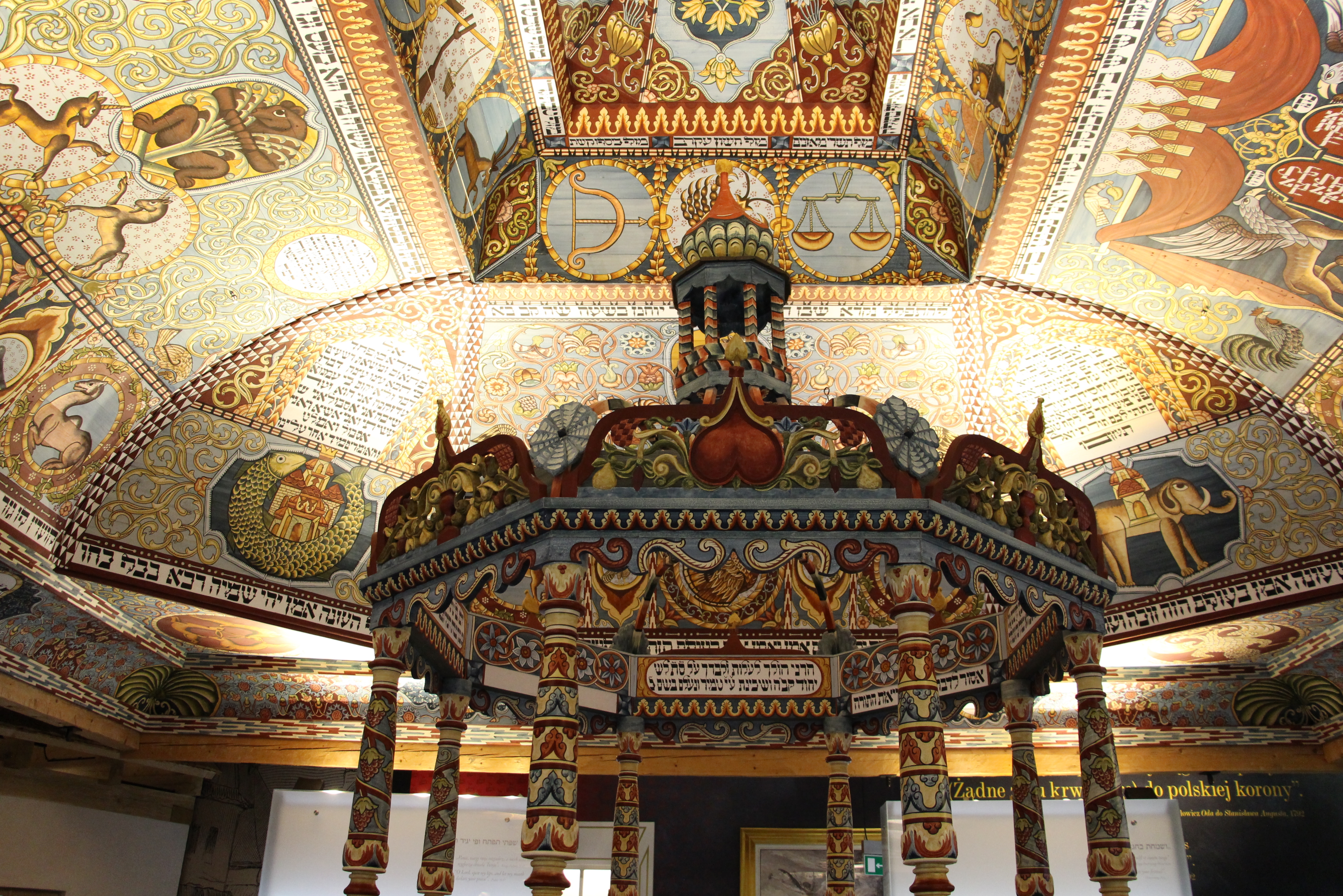
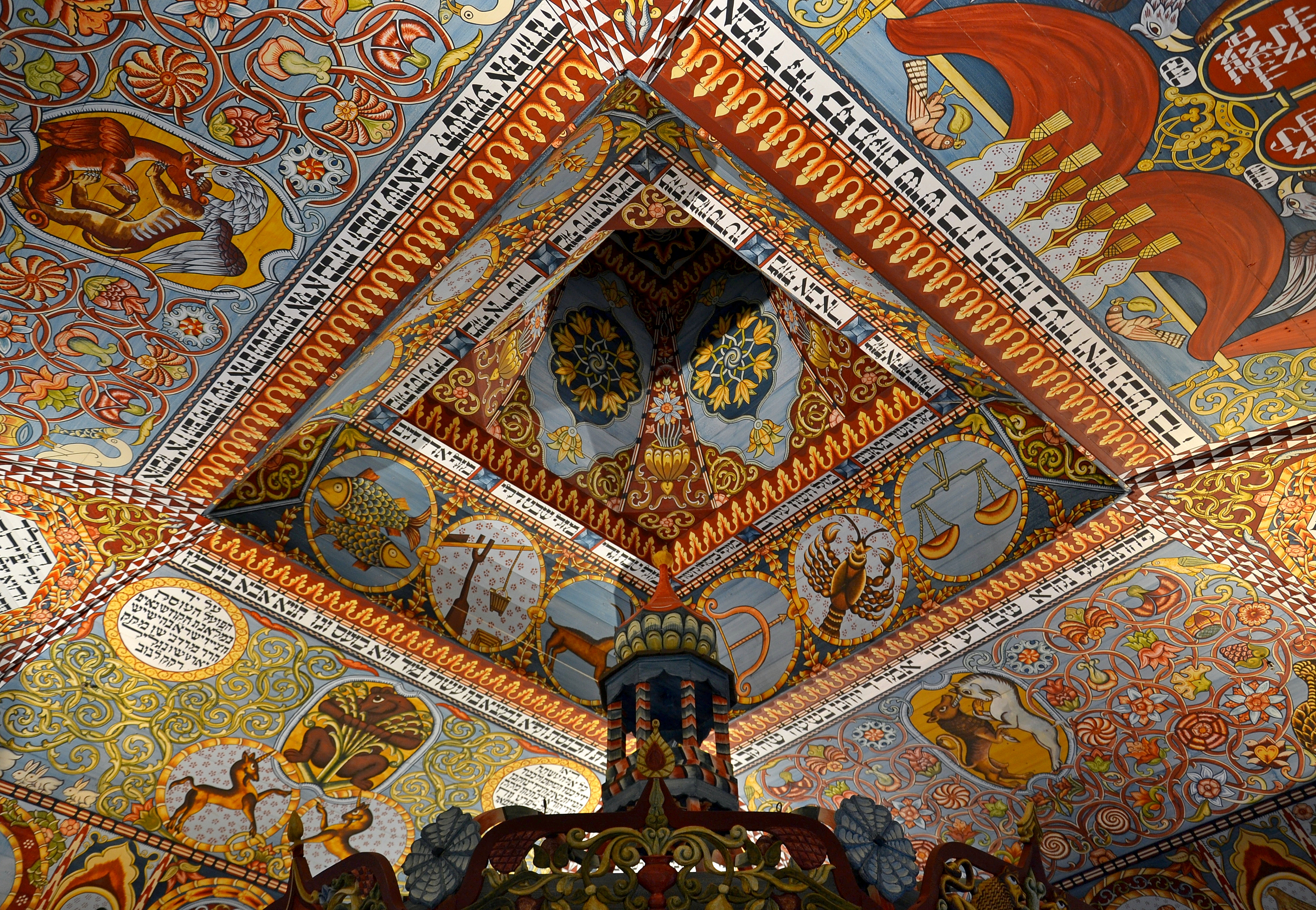
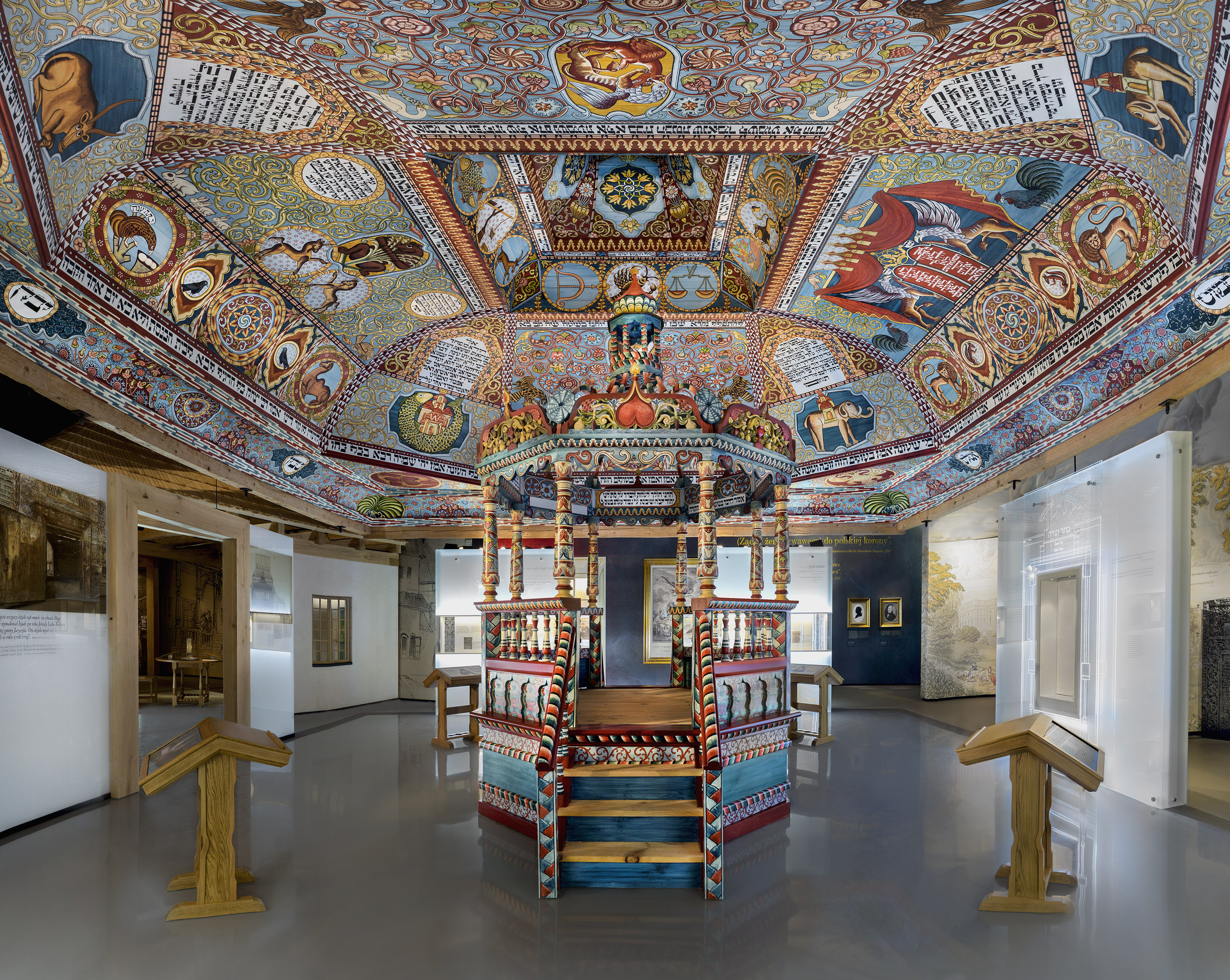
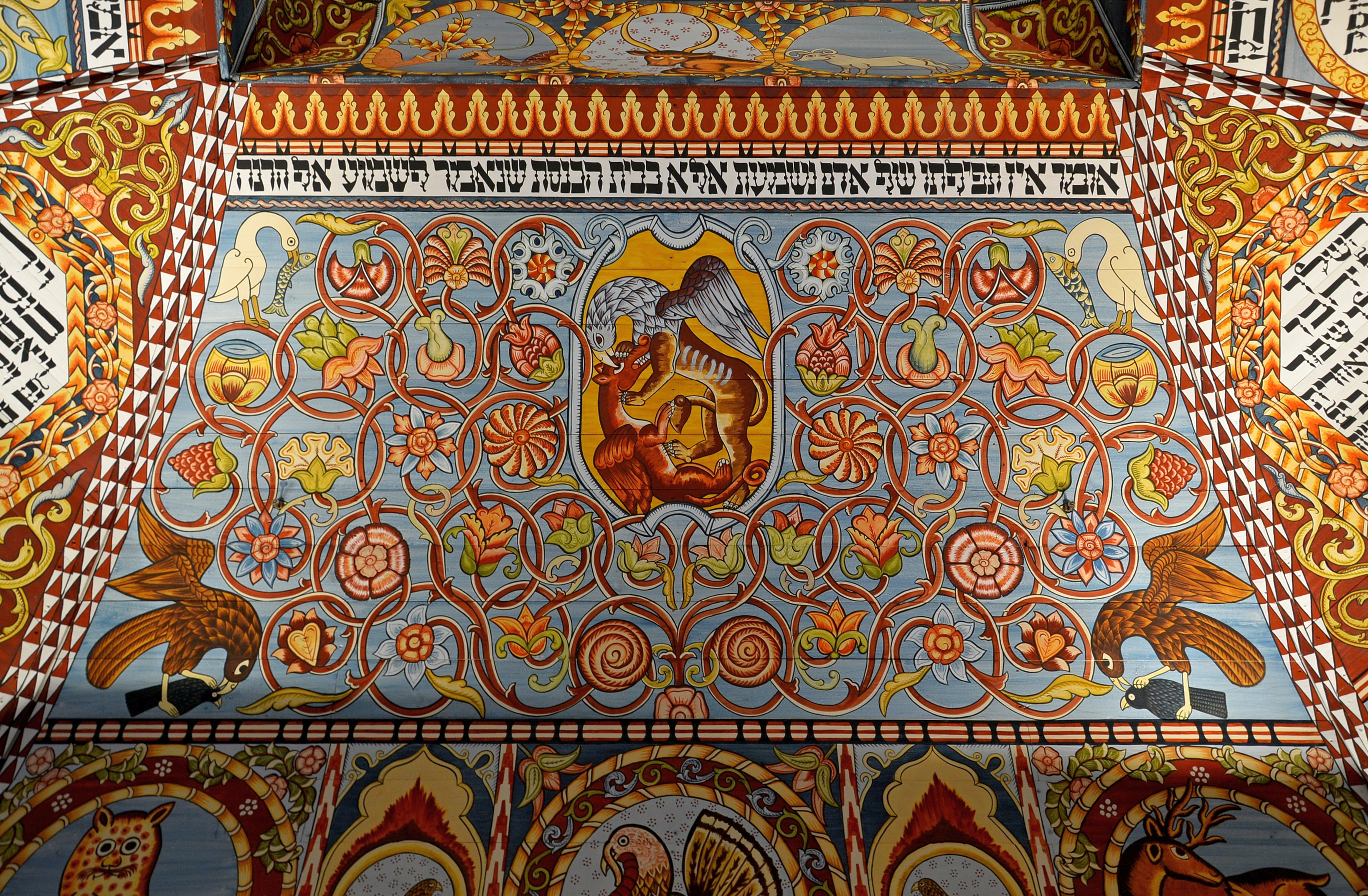
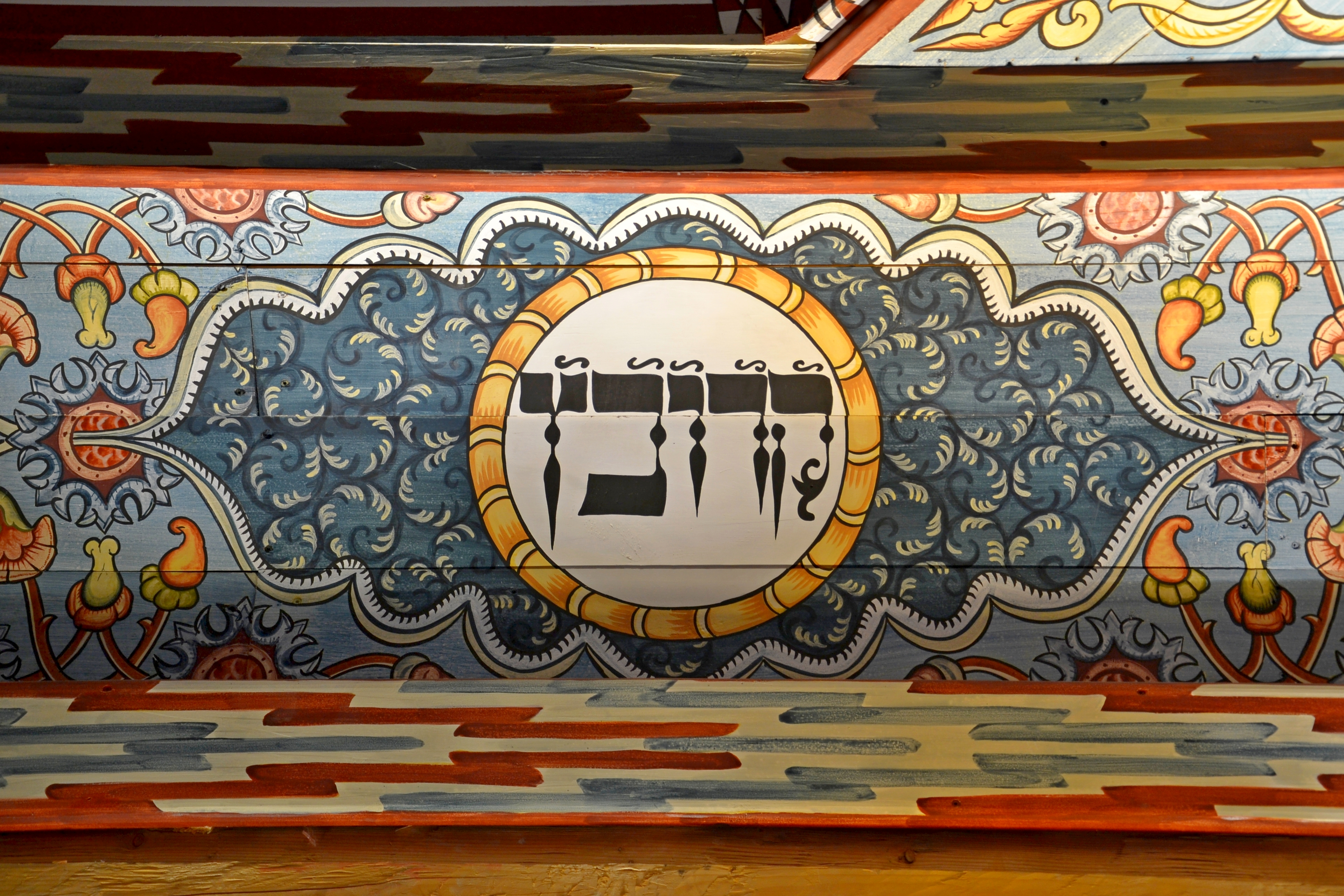
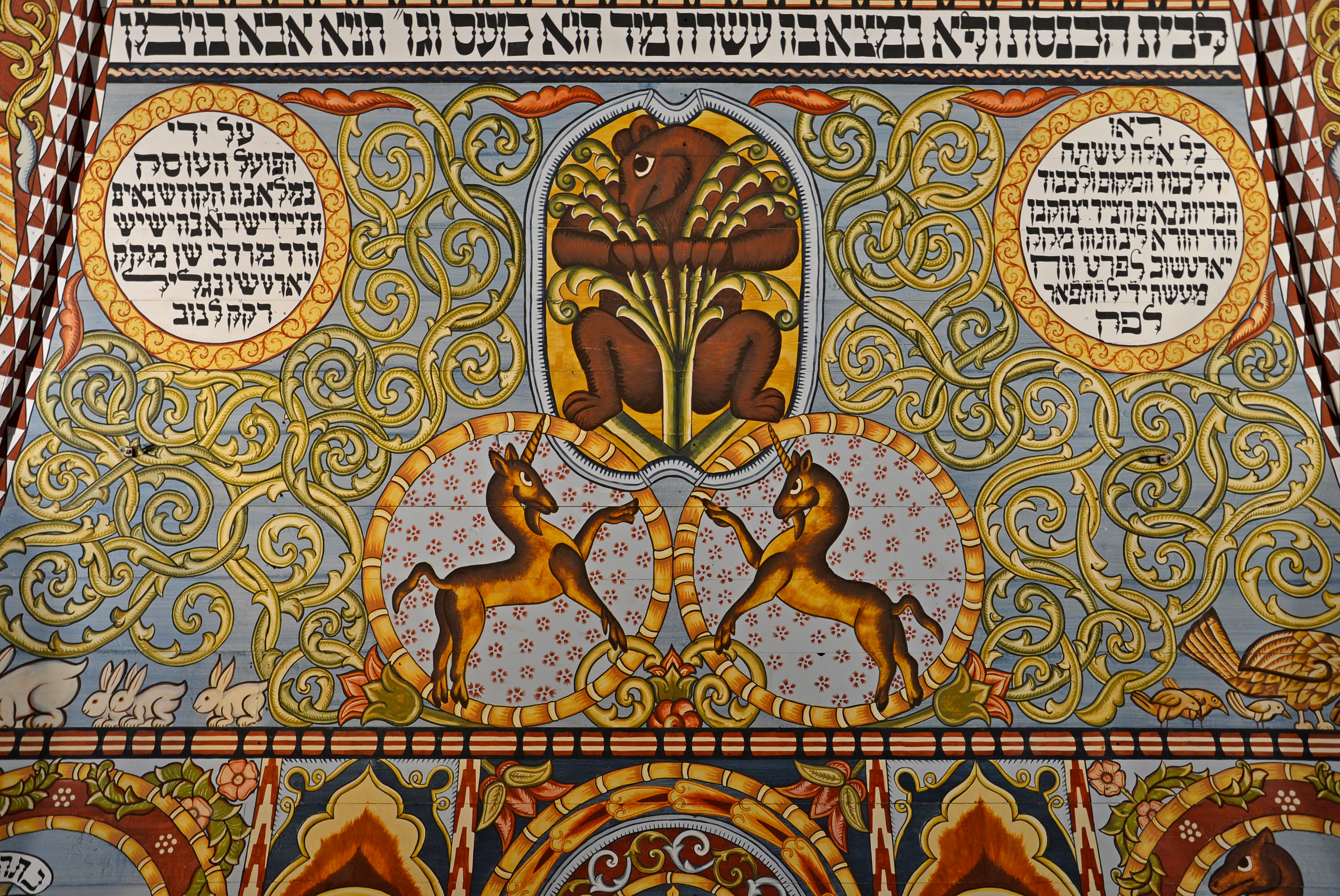
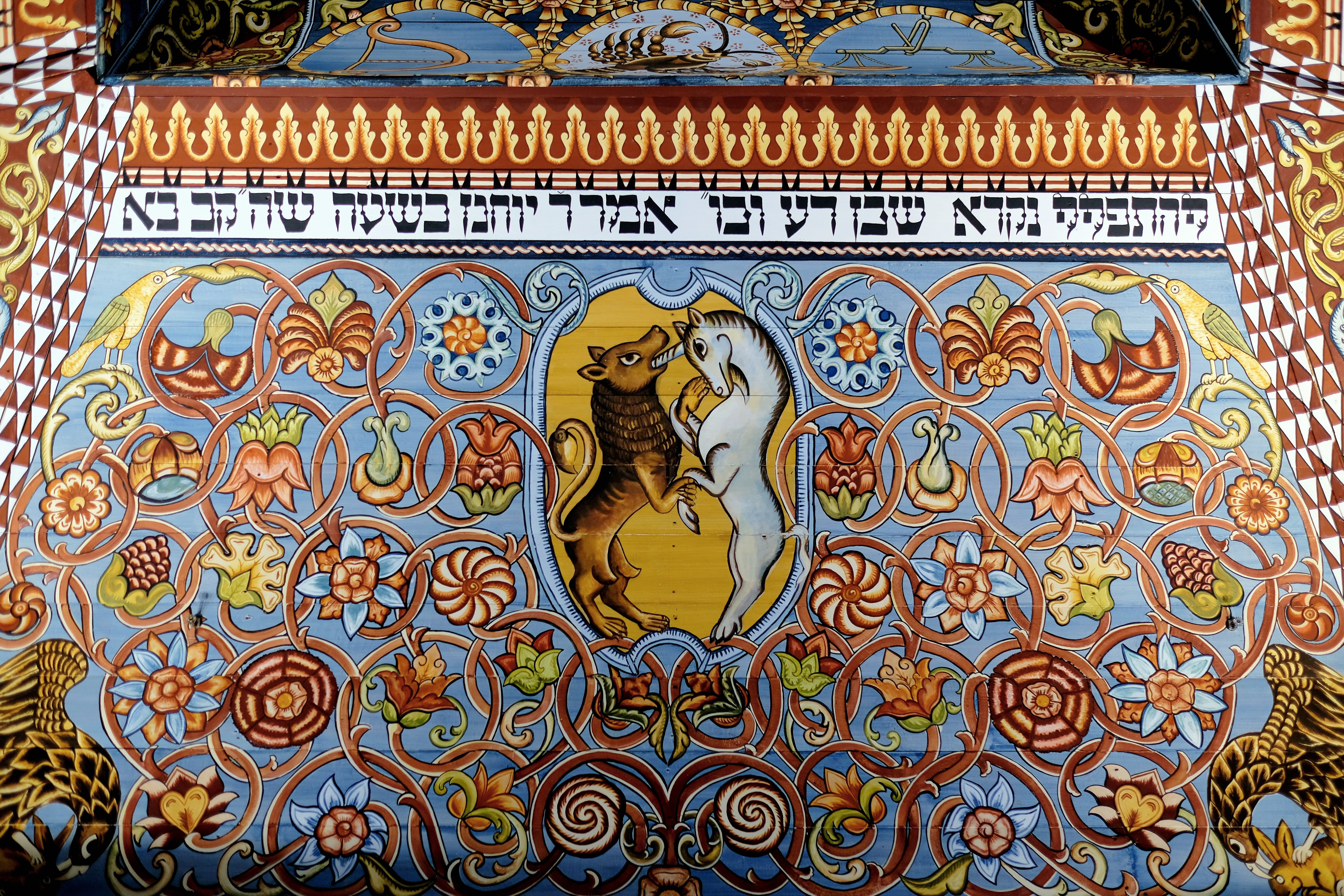